# Bölkow GmbH
Die Bölkow GmbH (Name seit 1965) war ein zunächst in Stuttgart, später in Ottobrunn im Landkreis München ansässiger Hubschrauber- und Flugzeughersteller. Die Bölkow GmbH verschmolz im Mai 1968 mit der Messerschmitt AG und 1969 mit dem Flugzeugbau von Blohm + Voss zu Messerschmitt-Bölkow-Blohm (MBB), dem damals größten deutschen Luft- und Raumfahrtkonzern.

## Geschichte

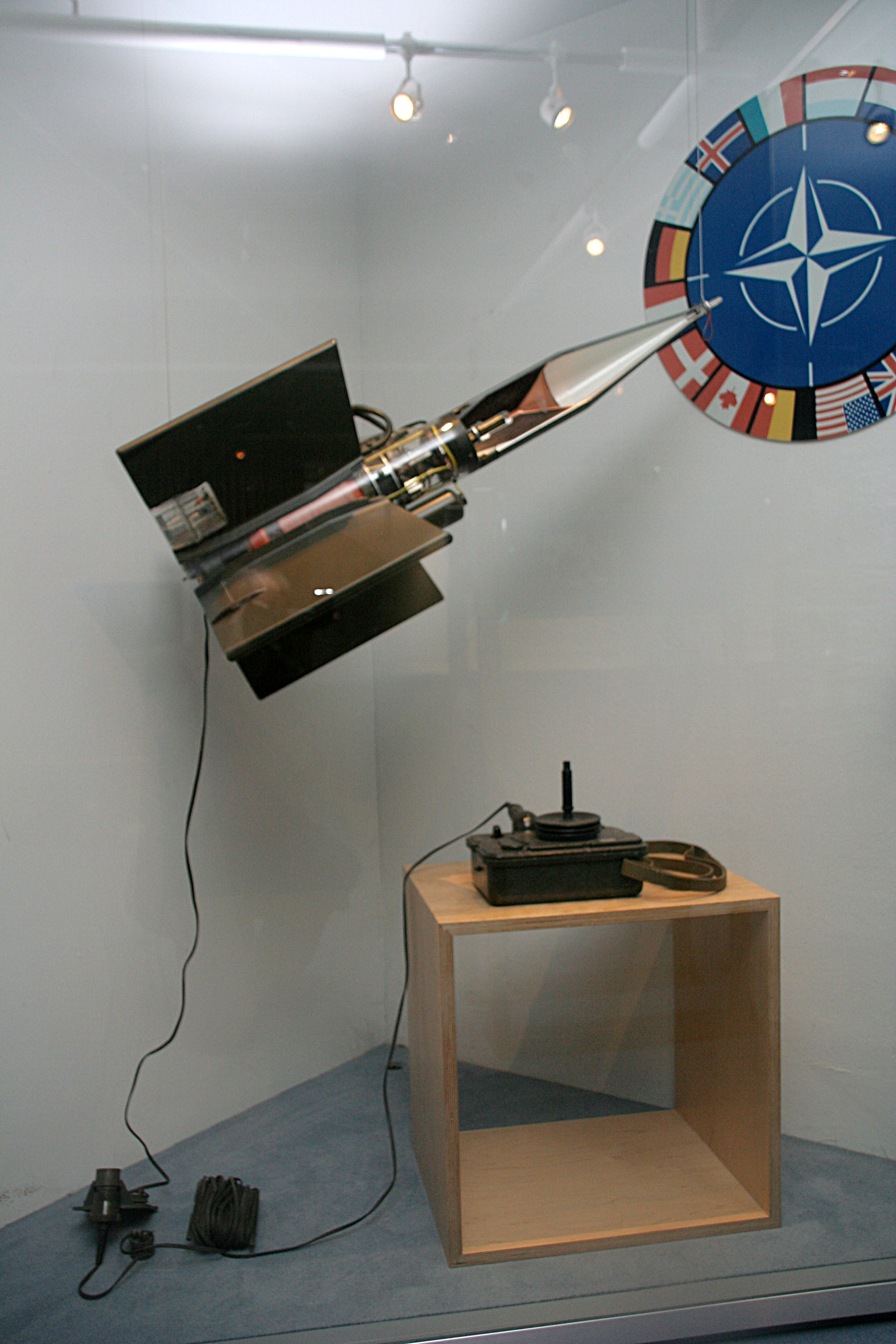
COBRA im Deutschen Museum Bonn

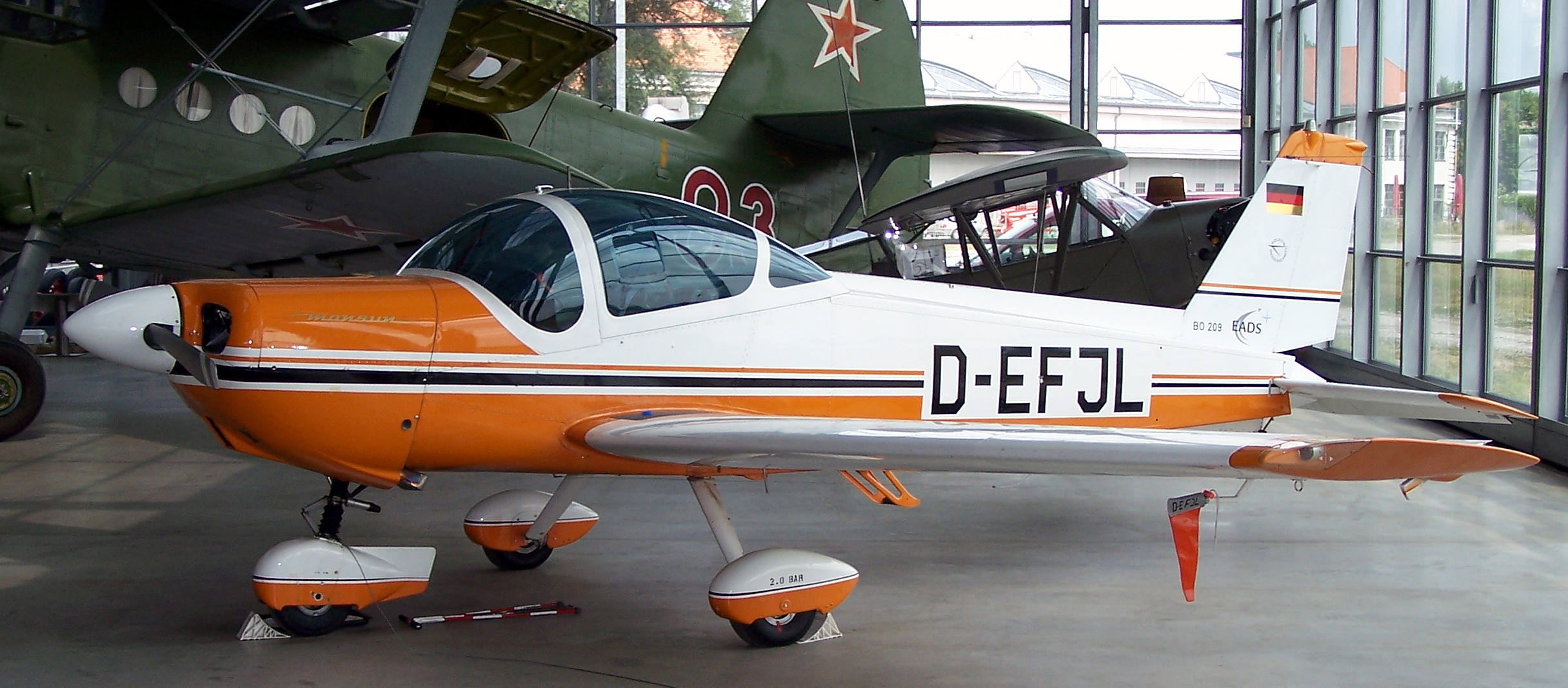
Bölkow 209 Monsun

Ludwig Bölkow gründete 1948 das Ingenieurbüro Bölkow in Stuttgart. Ab 1954 entwickelte man die Panzerabwehrrakete BO 810 COBRA. Das Unternehmen wandelte sich 1956 zu Bölkow-Entwicklungen KG am Flughafen Stuttgart. 1958 erfolgte der Umzug nach Ottobrunn. Bölkow wollte auch eine eigene Fertigung aufbauen. Dazu mietete er im November 1956 von dem Segelflugpionier Wolf Hirth eine Halle bei Nabern. Dort wurde mit der Produktion der Cobra und dem Flugzeug Klemm Kl 107 begonnen. Da der Platz bald nicht ausreichte, wurden im März 1958 vier Hallen gekauft und die Tochterfirma Apparatebau Nabern GmbH gegründet. Diese wurde im Mai 1960 in Apparatebau Bölkow GmbH umbenannt. Die Endmontage der Cobra sowie die Entwicklung von Spezialsprengsätzen erfolgte seit 1958 in einem neuen Werk in Schrobenhausen.
Ludwig Bölkow und Emil Weiland hatten seit 1955 bei der Bölkow Entwicklungen KG Hubschrauber entwickelt (nach dem Zweiten Weltkrieg war der Luftfahrzeugbau durch die Alliierten zunächst verboten worden). Das Unternehmen musste einen großen Entwicklungsrückstand aufholen und sah sich einer starken Konkurrenz gegenüber, es verfolgte konsequent das Prinzip, auf einen Schritt voraus zu entwickeln, um die Konkurrenz einzuholen.
Es galt, eine Marktlücke zu finden, in der man gegen etablierte Hubschrauber-Modelle bestehen konnte. Was es noch nicht gab, war ein leichter Helikopter, auf Sicherheit ausgelegt, dabei wartungsfreundlich, leicht zu fliegen, besonders für Rettungseinsätze geeignet und günstig im Unterhalt. Das Sicherheitskonzept sah Zweimotorigkeit und eine redundante Auslegung aller wichtigen Systeme sowie einen hoch liegenden Heckrotor vor. Dies mündete in die Bölkow Bo 105, deren Prototyp am 16. Februar 1967 den Erstflug hatte. Das Programm stand mehrfach vor der Einstellung, denn das Sicherheitspaket war preistreibend und schwer gegen den Kostendruck des Marktes durchzusetzen, erst eine Bestellung der VBH/PAH 1 durch das Bundesministerium der Verteidigung brachte den wirtschaftlichen Durchbruch.
Als erster Hubschrauber weltweit besaß die Bo 105 einen gelenklosen Hauptrotor (System Bölkow) mit starrem Rotorkopf, ermöglicht durch die Verwendung von Glasfaser-verstärktem Kunststoff (GFK) für die Rotorblätter. Der Rotor besteht aus erheblich weniger Bauteilen als ein konventioneller Rotor und verfügt über außergewöhnlich gute Flugeigenschaften. Aerospatiale in Frankreich nahm eine Lizenz und setzte das Bölkow-Rotorprinzip beim Hubschrauber Gazelle ein. Auch die heutigen Hubschrauber vom Weltmarktführer Eurocopter, in dem der Bölkow Hubschrauberbau später aufging, sind geprägt von der in den 60er Jahren von Bölkow entwickelten Technologie.
Das für die Entwicklung notwendige Kapital kam zu 60 % als Darlehen von der Bundesregierung und sollte bei kommerziellem Erfolg des Hubschraubers zurückgezahlt werden. Bölkow arbeitete zu dieser Zeit bereits mit Risikoteilung in Entwicklungsgemeinschaft mit Lieferanten. So entwickelte die ZF in Friedrichshafen das Hauptgetriebe und stellte auch kostenlos die Getriebe für die Prototypen; ähnlich andere Lieferanten mit ihren Systemen.
Bölkow entwickelte und erprobte um 1964 die ersten Glasfaser-Ski und war auch in der Raumfahrt auf dem Gebiet der Antriebe tätig. Neben dem Derschmidt-Rotor für die Bo 46 entstand auch ein Versuchssystem des Heidelberg-Rotors von 31 m Durchmesser.
Die Bölkow GmbH war auch auf dem Gebiet des Personalmanagements innovativ. Im Jahre 1967 führte sie als erstes Unternehmen das „Ottobrunner Modell“ ein. Heute arbeiten Millionen Menschen mit diesem Arbeitszeitmodell, welches gegenwärtig unter dem Begriff der Gleitarbeitszeit bekannt ist. Es entstand bei Bölkow allerdings mehr unter dem Zwang der Verkehrsverhältnisse mit einer einzigen schmalen Zufahrt zum Werk in Ottobrunn. Ebenfalls gab es einen Betriebskindergarten unmittelbar vor dem Werkstor, wo die berufstätigen Mütter ihre Kinder morgens abgeben, mittags betreuen und abends wieder mit nach Hause nehmen konnten. Die Gehaltsabrechnung erfolgte ab 1965 bargeldlos über Lochkarten in Zusammenarbeit mit der Sparkasse in Ottobrunn.

## Flugzeugtypen
- Bölkow Bo 207
- Bölkow 208 Junior
- Bölkow 209 Monsun
- Bölkow Phoebus – Segelflugzeug

## Hubschraubertypen
- Bölkow Heidelbergrotor
- Bölkow Bo 46
- Bölkow Bo 70 Projekt mit Heidelbergrotor
- Bölkow Bo 102
- Bölkow Bo 103

Weitere Typen wie die Bo 105 siehe Messerschmitt-Bölkow-Blohm (MBB).